# Ernest-Léopold de Saxe-Cobourg et Gotha
Ernest-Léopold de Saxe-Cobourg et Gotha, né à Hirschberg (Saale), Allemagne le 14 janvier 1935 et mort à Bad Wiessee, Allemagne, le 27 juin 1996 est un membre de la maison de Saxe-Cobourg et Gotha.

## Biographie

### Environnement familial
Ernest-Léopold de Saxe-Cobourg-Gotha, né à Hirschberg en 1935, est le fils aîné du prince Jean-Léopold de Saxe-Cobourg et Gotha (1906-1972) et de Feodora Freiin von der Horst (1905-1991), mariés en 1932 et divorcés en 1962,.
Sa tante Sibylle de Saxe-Cobourg et Gotha (1908-1972) épouse en 1932 le futur roi de Suède Gustave VI Adolphe (1882-1973),.
Ses grands-parents paternels sont le dernier duc souverain de sa maison Charles-Édouard de Saxe-Cobourg et Gotha (1884-1954) et son épouse, la princesse Victoria-Adélaïde de Schleswig-Holstein-Sonderbourg-Glücksbourg (1885-1970).
Par son grand-père paternel, Charles-Édouard de Saxe-Cobourg, le prince Ernest-Léopold est un arrière petit-fils du prince Léopold, duc d’Albany (1853-1884), fils puîné de la reine Victoria, et de la princesse Hélène de Waldeck-Pyrmont (1861-1922).
Ernest-Léopold a une sœur aînée : Caroline Mathilde (Marianne) de Saxe-Cobourg-Gotha (née en 1933), mariée en 1953 avec Michael Nielsen (1923-1975), et un frère cadet : Peter de Saxe-Cobourg-Gotha (né en 1939), marié en 1964 avec Roswitha Henriette Breuer (1843-2013), dont sont issus deux fils,.
Son père, Jean-Léopold de Saxe-Cobourg-Gotha, est l'héritier présomptif du duché de Saxe-Cobourg et Gotha jusqu’à l’abdication forcée de son grand-père le 18 novembre 1918, à l'issue de la Révolution allemande. Le mariage de ses parents étant considéré comme morganatique, le prince Jean-Léopold perd tout droit à la succession du trône ducal de Saxe-Cobourg et Gotha, mais n'est pas empêché de demander - en vain - à la Couronne britannique la renaissance du duché d’Albany. Les enfants de leur mariage morganatique sont surnommés « de Saxe-Cobourg et Gotha ».

### Mariages et descendance
Ernest-Léopold de Saxe-Cobourg épouse en premières noces à Herrenberg le 4 février 1961 Ingeborg Henig (née le 16 août 1937 à Nordhausen), fille de Richard Henig et Luise Duckwitz. Ils divorcent le 26 mars 1963. Ils sont parents d'un enfant unique :
- Hubertus de Saxe-Cobourg et Gotha (né à Herrenberg le 8 décembre 1961) ; il épouse le 9 mars 1963 Barbara Weissmann  (née en 1959) et divorcent le 12 septembre 2012. Ils ont un fils : Sebastian Hubertus de Saxe-Cobourg, né en 1994[8].

Ernest-Léopold épouse en secondes noces Gertraude Monika Pfeiffer (née le 1er juillet 1938 à Cottbus), fille de Hermann Horst Pfeiffer et de Gertrud Marianne Jardin, le 29 mai 1963, à Ratisbonne, en Allemagne. Ils divorcent le 20 septembre 1985. Ils ont cinq enfants, :
- Viktoria Feodora Monika  de Saxe-Cobourg et Gotha (née à Ratisbonne le 7 octobre 1963), elle épouse le 26 novembre 1986 Peter Schmidt, qui a pris le nom de famille « de Saxe-Cobourg et Gotha », et ils ont divorcé le 30 septembre 1999. Ils ont un fils. Elle s’est remariée avec Gerd Armbrust le 29 avril 2000, sans postérité.
  - Falk Wilhelm Philipp Albert Jakob Schmidt puis de Saxe-Cobourg et Gotha (né le 28 juin 1990)
- Ernst Josias Carl Eduard Hermann Leopold de Saxe-Cobourg et Gotha (né le 13 mai 1965 - mort le 4 septembre 2009) il a épousé Birgit Michaela Marion Meissner le 5 juillet 1996. Ils ont une fille :
  - Sophie Alexandra Maria Katherina  de Saxe-Cobourg et Gotha (née le 22 août 2000)
- Carl Eduard Wilhelm Josias de Saxe-Cobourg et Gotha (né le 25 juillet 1966) il a épousé Miriam Stephanie Kolo le 25 septembre 1998. Ils ont deux filles :
  - Emilia Lucia Josefina  de Saxe-Cobourg et Gotha (née le 24 mars 1999)
  - Johanna Carlotta Sophia  de Saxe-Cobourg et Gotha (née le 16 août 2004)
- Friedrich Ferdinand-Christian Georg Ernest Albert de Saxe-Cobourg et Gotha (né le 13 décembre 1968) il a épousé Erika Ostheimer le 14 mai 1999. Ils ont un fils, né avant leur mariage et donc, en tant que fils légitimé, exclu à la fois de la succession au trône britannique et de la renaissance du duché d’Albany :
  - Nicolaus de Saxe-Cobourg et Gotha (né le 12 octobre 1987)
- Alice-Sybilla Calma Beatrice  de Saxe-Cobourg et Gotha (née le 6 août 1974)[11]. Elle a épousé Gerold Hans Carl Franz Reiser le 9 juillet 2001. Ils ont deux enfants nés avant leur mariage et donc, en tant qu’enfants légitimes, exclus de la succession au trône britannique, Matthias Reiser (né le 19 avril 1999) et Carolin Monika Maria Reiser (née le 19 août 2000).

Ernest Léopold épouse, en troisièmes noces le 20 janvier 1986 à Grünwald Sabine Margarete Biller (née le 25 juin 1941 et morte le 27 juin 1996), fille d’Alfred Carl Biller, sans postérité,.

### Mort
Accablés par d'importants soucis financiers, le prince Ernest-Léopold, âgé de 55 ans, et son épouse Sabine Biller, âgée de 55 ans, se donnent la mort par arme à feu le 27 juin 1996 à Bad Wiessee, dans la forêt bavaroise,.